# Campeonato Mundial de Luge de 2007
O Campeonato Mundial de Luge de 2007 foi a 37ª edição da competição e foi disputada entre os dias 2 e 4 de fevereiro em Innsbruck, Áustria. 

## Medalhistas
| Evento                                 | Ouro                                                                             | Prata                                                                         | Bronze                                                               |
| Individual masculino detalhes          | GER David Möller                                                                 | ITA Armin Zöggeler                                                            | GER Jan Eichhorn                                                     |
| Individual feminino detalhes           | GER Tatjana Hüfner                                                               | GER Anke Wischnewski                                                          | GER Silke Kraushaar-Pielach                                          |
| Duplas detalhes                        | GER Alemanha Patric Leitner Alexander Resch                                      | AUT Áustria Tobias Schiegl Markus Schiegl                                     | USA Estados Unidos Mark Grimmette Brian Martin                       |
| Revezamento misto por equipes detalhes | GER Alemanha David Möller Silke Kraushaar-Pielach Patric Leitner Alexander Resch | ITA Itália Armin Zöggeler Sandra Gasparini Christian Oberstolz Patrick Gruber | AUT Áustria Daniel Pfister Nina Reithmeyer Peter Penz Georg Fischler |

## Quadro de medalhas
| Ordem | País           |   |   |   |   |
| 1     | Alemanha       | 4 | 1 | 2 | 7 |
| 2     | Itália         |   | 2 |   | 2 |
| 3     | Áustria        |   | 1 | 1 | 2 |
| 4     | Estados Unidos |   |   | 1 | 1 |